# Gerhard Domagk
Gerhard Johannes Paul Domagk (Łagów, 30 de Outubro de 1895 — Königsfeld im Schwarzwald, 24 de Abril de 1964) foi um patologista e bacteriologista alemão.
Foi agraciado com o Nobel de Fisiologia ou Medicina de 1939, por ter descoberto os efeitos antibacterianos da Sulfonamidochrysoidine (KI-730) - que foi o primeiro antibiótico comercialmente disponíveis (comercializado sob a marca Prontosil).

## Educação
Domagk nasceu em Łagów, Brandemburgo, é filho de um diretor de escola. Até os 14 anos, ele freqüentou a escola em Sommerfeld (agora Lubsko, Polônia). Domagk estudou medicina na Universidade de Quiel. Ofereceu-se para servir como soldado na Primeira Guerra Mundial, onde foi ferido em dezembro de 1914, e foi trabalhar o resto da guerra como médico. Depois da guerra, ele terminou seus estudos, e trabalhou na Universidade de Greifswald, onde pesquisou infecções causadas por bactérias.

## Carreira
Em 1925, ele seguiu seu professor Walter Gross para a Universidade de Münster (WWU). Assim Ele começou a trabalhar nos laboratórios da Bayer em Wuppertal. No mesmo ano, ele se casou com Gertrud Strube (1897-1985). Mais tarde eles teriam três filhos e uma filha.
Domagk foi nomeado diretor do Instituto de Patologia e Bacteriologia, onde continuou os estudos de Josef Klarer e Fritz Mietzsch, com base em trabalhos de Paul Ehrlich, da Bayer, para usar corantes, na época um dos principais produtos da IG Farben, como antibióticos. Ele encontrou a sulfonamida Prontosil para ser eficaz contre streptococcus, e tratou sua própria filha com ele, salvando-lhe a amputação de um braço.
Em 1939, Domagk recebeu o Prêmio Nobel de Medicina por esta descoberta, a primeira droga efetiva contre infecções bacterianas. Ele foi forçado pela ditadura nazista a recusar o prêmio e foi preso pela Gestapo durante uma semana. Foi proibido apos o jornalista Carl von Ossietzky tinha ganho o Prémio Nobel da Paz em 1935, o que tinha irritado o governo alemão e resultou em cidadãos alemães não sendo permitida por lei a aceitar o Prêmio Nobel. em 1941 Domagk foi premiado com o Medaglia Paterno (Roma) Itália, e assim da Von-Klebelsberg Medalha e Prêmio do Reino da Hungria. Ele entrou para a Academia Alemã de Ciências Leopoldina em 1942. As sulfonamidas tinha revolucionado o tratamento antibacteriano reduzindo o tempo e aumentando a eficácia,  este medicamento mais tarde foi substituídos por penicilina, que mostrou melhor eficacia e com menos efeitos colaterais (sulfonamidas pode causa pedras nos rins e depressão na medula óssea entre outros efeitos colaterais). No entanto, o trabalho de Domagk em sulfonamidas Eventualmente levou ao desenvolvimento das drogas antituberculose tiossemicarbazona e isoniazida, que ajudou a conter a epidemia de tuberculose que varreu a Europa após a Segunda Guerra Mundial.
Depois da guerra, em 1947 Domagk foi finalmente receber seu Prêmio Nobel, mas não a parte monetária do prêmio devido ao tempo decorrido.
Domagk foi membro estrangeiro da Royal Society, eleito em 1959. Sua curta biografia foi publicada pela Royal Society em 1964. Ele mudou seu foco para a tuberculose e quimioterapia contra o câncer. Continuou a viver e trabalhar em Wuppertal. Domagk morreu em Burgberg perto de Königsfeld, Schwarzwald.

## Referência
1. Otten, H. (1986). "Domagk and the development of the sulphonamides". The Journal of antimicrobial chemotherapy 17 (6): 689–696. doi:10.1093/jac/17.6.689. PMID 3525495
2. Colebrook, Leonard (1964). "Gerhard Domagk 1895-1964". Biographical Memoirs of Fellows of the Royal Society 10: 38–26. doi:10.1098/rsbm.1964.0003.
3. Domagk Biography at nobelprize.org
4. The Nobel Prize in Physiology or Medicine 1939 Gerhard Domagk". Nobelprize.org. Retrieved 2010-07-02.
5. Raju, T. N. (1999). "The Nobel chronicles. 1939: Gerhard Domagk (1895-1964)". Lancet 353 (9153): 681–620. doi:10.1016/S0140-6736(05)75485-4. PMID 10030374.
6. Kyle, R. A.; Shampo, M. A. (1982). "Gerhard Domagk". JAMA: the Journal of the American Medical Association 247 (18): 2581. doi:10.1001/jama.247.18.2581. PMID 7040718.
7. "G. Domagk". British Medical Journal 1 (5391): 1189–1191. 1964. doi:10.1136/bmj.1.5391.1189. PMC 1813461. PMID 14120818.
8. Thomas Hager, The Demon Under the Microscope (2006) ISBN 1-4000-8213-7 (cited in "The Saga of a Sulfa Drug Pioneer" – NPR Weekend Edition 23 December 2006).
9. NobelPrize.org.
10. Schück, Henrik; Ragnar Sohlman; Anders Österling; Göran Liljestrand; Arne Westgren; Manne Siegbahn; August Schou; Nils K. Ståhle (1950). "The Prize in Physiology and Medicine: The Nobel Prizes in Wartime". In Nobel Foundation. Nobel: The Man and His Prizes. Stockholm: Klara Civiltryckeri. pp. 167–179.